# Estudi op. 25, núm. 3 (Chopin)
L'"Estudi op. 25 núm. 3", en fa major, és un dels dotze Estudis op. 25 per a piano compostos per Frédéric Chopin el 1836. També se'l coneix amb el sobrenom de "El cavaller" (del francès "Le cavalier"), possiblement a causa del ritme "galopant" que s'insinua.
L'objecte principal d'aquest estudi és el ritme. Presenta quatre veus diferenciades que l'intèrpret ha de fer notar. Consisteix en moviments laterals de la mà florits i refinats.